# Scilluc

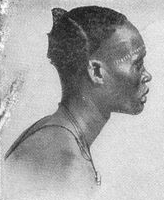
Donna dell'etnia Scilluc

Gli Scilluc (nella grafia inglese Shilluk) sono una popolazione del Sudan del Sud centrale e meridionale e si riferiscono a sé stessi come Chollo.
Occupano la zona dal bacino del Sobat al Nilo bianco, regione che ha come centro la città di Malakal, e vivono di agricoltura e allevamento. Vengono inoltre praticate la caccia e la pesca.
Parlano una lingua appartenente alla famiglia nilo-sahariana.
Nel 2002 la popolazione stimata era di circa 600.000 individui. Rappresentano il terzo gruppo etnico del Sudan del Sud, dopo i Dinka e i Nuer.
Vivono in grandi villaggi di capanne coniche ed entrambi i sessi si dividono il lavoro agricolo. La struttura sociale tradizionale è organizzata in clan familiari, raggruppati in tribù tra loro confederate. Un re ereditario e divino (reth), scelto tra i figli del re precedente, rappresenta l'eroe Nyikang, grande cacciatore e primo re, e simboleggia l'intero popolo, mentre i villaggi sono retti da capi eletti. Nella loro religione hanno un dio supremo e praticano il culto degli spiriti degli antenati. Attualmente tuttavia la maggior parte della popolazione ha adottato il Cristianesimo. 

## Storia
il popolo Scilluc costituì nel XV secolo un regno indipendente, noto nella storiografia come Regno Scilluc, fondato dal semileggendario eroe Nyikang. Il regno collassò nel 1861 a causa delle incursioni nell'area del Sudan da parte dell'Impero ottomano. Sebbene non dotato di autorità politica, il regno sporavvive oggi come entità cerimoniale, e dal 1993 il sovrano è Kwongo Dak Padiet I.
La regione in cui vivono gli Scilluc è oggetto di un conflitto armato iniziato nel 2003 tra lo SPLA (Sudanese People's Liberation Army) e il governo. Una parte della popolazione è stata costretta ad abbandonare i propri villaggi e a rifugiarsi in città, a scapito della propria autosufficienza alimentare.